# Mina Anwar
Pour les articles homonymes, voir Anwar.
Mina Anwar est une actrice britannique née le 20 septembre 1969 à Church, dans le Lancashire (Royaume-Uni).

## Filmographie
- 1995 : Mr. Fowler, brigadier chef (The Thin Blue Line) (série télévisée) : Maggie Habib
- 1995 : L'Envol (Flight) téléfilm d'Alex Pillai : Shikha
- 1999 : The Flint Street Nativity, téléfilm de Marcus Mortimer : Angel
- 2000 : Maybe Baby : Yasmin
- 2000 : A Christmas Carol (en) (téléfilm) : Julie
- 2001 : TV to Go (série télévisée) : rôles divers
- 2002 : Birthday Girl (téléfilm) : Nina Kapoor
- 2004 : Doctors and Nurses (série télévisée) : Sister Zita Khan
- 2005 : A Midsummer Night's Dream (téléfilm) : Flute
- 2007 : The Sarah Jane Adventures (téléfilm) : Gita Chandra
- 2011 : House of Anubis (série télévisée) : Trudy
- 2014 : Happy Valley : Mrs Mukherjee
- 2017 : Doctor Who : Goodthings
- 2020 : Farewell, Sarah Jane : Gita Chandra (mini-épisode)